# Martika
Marta Marrero, conhecida artisticamente como Martika (Whittier (Califórnia), 18 de maio de 1969), é uma cantora e atriz norte-americana. Ficou mundialmente conhecida na década de 1980, por seu single de sucesso "Toy Soldiers".

## Biografia
Martika nasceu em Whittier (Califórnia), filhas de pais cubanos vindos de Havana. Ela entrou no show business em um papel não creditado como uma das garotas do filme de Annie, de 1982. Isso a levou a ser escolhida para o programa infantil do Disney Channel, Kids Incorporated. Após seu papel em Kids Incorporated, Em 1987, Martika foi contratada pela Columbia Records. Seu primeiro single "We are Music", foi lançado apenas no Japão, e no mesmo ano, Martika gravou uma versão da música "Bounce Back", de Michael Jay e Gregory Smith, que ganhou um videoclipe.
Em 1988, Martika lançou seu primeiro álbum intitulado Martika, o qual a tornou um fenômeno da música. Em seu repertório há músicas como as dançantes More Than You Know e I Feel the Earth Move e Water, que desperta a imaginação e nos convida a viajar para um lugar paradisíaco, quem sabe até mesmo Cuba, terra natal de seus pais. Há ainda a preciosa Love... Thy Will Be Done, que, além de ter feito parte da trilha sonora internacional da telenovela global Felicidade, foi adotada por algumas igrejas e acabou se tornando um hino gospel. Não pode ser esquecida também a canção que a levou ao estrelato, "Toy Soldiers", sucesso que chegou ao primeiro lugar na Billboard Hot 100.
Martika foi incentivada por seu agente a combinar seu amor pelo cinema e pela música produzindo trilhas sonoras e, em 1990, ela escreveu e gravou a música "Blue Eyes Are Sensitive to the Light" para a trilha sonora do filme Aracnofobia. Os produtores da trilha não gostaram de seus vocais e a música foi regravada por Sara Hickman para o filme. A música também foi gravada pelas cantoras Deborah Blando (em seu álbum de estréia, A Different Story, de 1991), Elba Ramalho e Frances Ruffelle.
Em 1991, Martika aproximou-se de Prince para produzir algumas novas faixas. Entre elas estava o seu segundo (e último) single no Top 10 dos EUA, "Love ... Thy Will Be Done", que também se tornou um hit Top 10 no Reino Unido e alcançou o 1º lugar na Austrália. A letra da música começou como uma oração escrita por Martika, e Prince então a transformou em uma música. Seu segundo álbum, Martika's Kitchen, alcançou o número 111 na parada de álbuns Billboard 200. A faixa-título alcançou o 93º lugar na Billboard Hot 100. O álbum conseguiu um sucesso maior no exterior, chegou ao 15º lugar na parada de álbuns do Reino Unido, e a 5º lugar na Austrália, e gerou novos sucessos com as músicas "Colored Kisses" e a faixa-título, "Martika's Kitchen".
Em 1992, Martika decidiu se afastar da indústria musical, devido ao esgotamento e se sentir sobrecarregada com a fama que tinha atingido. Em 1997, foi lançado um álbum de grandes sucessos, intitulado The Best of Martika: More Than You Know.
Atualmente Martika reside em Dayton, Ohio, com seu marido músico, concentrando-se na vida de casada.

## Discografia

### Álbuns de estúdio
- Martika  (1988)
- Como Un Juguete  (1990)
- Martika's Kitchen  (1991)
- Twelve Inch Mixes  (1992)
- Violince  (2004)
- Oppera  (2005)

### Compilações
- Best Of: More Than You Know  (1997)
- I Feel the Earth Move  (1998)
- Toy Soldiers: The Best Of  (2005)